# Боливија на Светском првенству у атлетици на отвореном 2015.
Боливија је учествовала на Светском првенству у атлетици на отвореном 2015. одржаном у Пекингу од 12. до 30. августа петнаести пут, односно учествовала је на свим првенствима до данас. Репрезентацију Боливије прдстављало је троје атлетичара (1 мушкарац и 2 жене) и сви су се такмичили у дисциплини ходања на 20 км,
На овом првенству атлетичари Боливије нису освојили ниједну медаљу. Поправљен је један лични рекорд.

## Учесници
| Дисциплина | Атлетичари             | Атлетичари                       |
| Дисциплина | Мушкарци               | Жене                             |
| ---------- | ---------------------- | -------------------------------- |
| 20 км      | Марко Антонио Родригез | Клаудија Балдерама Венди Корнехо |

## Резултати

### Мушкарци
| Атлетичар              | Дисциплина   | Лични рекорд | Квалификације | Квалификације | Полуфинале | Полуфинале | Финале   | Финале       | Детаљи |
| Атлетичар              | Дисциплина   | Лични рекорд | Резултат      | Место         | Резултат   | Место      | Резултат | Место        | Детаљи |
| ---------------------- | ------------ | ------------ | ------------- | ------------- | ---------- | ---------- | -------- | ------------ | ------ |
| Марко Антонио Родригез | 20 км ходања | 1:23:35 НР   |               |               |            |            | 1:27:15  | 43 / 50 (61) |        |

### Жене
| Атлетичарка        | Дисциплина   | Лични рекорд | Квалификације    | Квалификације    | Полуфинале | Полуфинале | Финале     | Финале       | Детаљи |
| Атлетичарка        | Дисциплина   | Лични рекорд | Резултат         | Место            | Резултат   | Место      | Резултат   | Место        | Детаљи |
| ------------------ | ------------ | ------------ | ---------------- | ---------------- | ---------- | ---------- | ---------- | ------------ | ------ |
| Венди Корнехо      | 20 км ходања | 1:35:18      |                  |                  |            |            | 1:34:12 ЛР | 22 / 42 (50) |        |
| Клаудија Балдерама | 20 км ходања | 1:33:28      | Дисквалификована | Дисквалификована |            |            |            |              |        |